# James Chambers
James Chambers (Trenton, Nova Jersey, 15 de desembre de 1920 – Cranberry, Nova Jersey, 1 de gener de 1989), va ser un músic i professor estatunidenc. Va ser el primer trompa de la Filharmònica de Nova York durant 23 anys i professor de la Juilliard School durant 42 anys.